# حميد الزاهر
حميد الزاهر (1938 – 2018) هو مغني مغربي لُقب بعميد الأغنية المراكشية، ويعتبر من أيقونات الفن المغربي.
شغف حميد الزاهير بالفن بدأ في سن يافع جدا. والدته سورية وأبوه يرجع بأصله إلى دوار أولاد زراد بإقليم قلعة السراغنة. كان الزاهر من الأوائل الذين أسسوا فرقة غنائية عام 1975. أشهر أغانيه «آش داك تمشي للزين»، «أنا عندي ميعاد» و«للا فاطمة» التي يحفظها المغاربة عن ظهر قلب.

## وفاته
توفي يوم الإثنين 10 ديسمبر 2018 (حوالي الساعة التاسعة صباحا) بمنزله في مراكش، عن عمر ناهزّ الـ81 عامًا، بعد صراع طويل مع المرض. وعانى الزاهر في آخر أيامه من المرض الشديد، الذي ألزمه الفراش حتى توفي، حيث اشتد عليه التعب جراء إصابته بجلطة دماغية وقصور كلوي، لزم بعدها غرفة العناية المركزة لفترة طويلة، ثم استدعت حالته إدخاله قسم الإنعاش قبل وفاته بأسبوعين. ودفن في مقبرة باب دكالة مراكش.

## وصلات خارجية
- الفنان حميد الزاهر في ذمة الله (وزارة الثقافة المغربية)
- (فيديو): اخر لقاء صحافي للفنان حميد الزاهر قبل وفاته
- (مجلة سيدتي): المطرب الشعبي حميد الزاهر في ذمة الله